# Gotse Délchev (ciudad)
Gotse Délchev (en búlgaro: Го̀це Дѐлчев) es una ciudad de Bulgaria, capital del municipio homónimo en la provincia de Blagóevgrad.

## Geografía
Se encuentra a una altitud de 548 m s. n. m. a 208 km de la capital nacional, Sofía.

## Demografía
Según estimación 2012 contaba con una población de 20 073 habitantes.
|         | 2004   | 2005   | 2006   | 2007   | 2008   | 2009   | 2010   |
| Hembras | 10 393 | 10 376 | 10 345 | 10 316 | 10 363 | 10 342 | 10 263 |
| Varones | 9 805  | 9 747  | 9 678  | 9 641  | 9 626  | 9 576  | 9 548  |
| Total   | 20 198 | 20 123 | 20 023 | 19 957 | 19 989 | 19 918 | 19 721 |